# Canthidium cereum
Canthidium cereum là một loài bọ cánh cứng trong họ Bọ hung (Scarabaeidae).